# 嘉義公園
嘉義公園（台語：Ka-gī Kong-hn̂g），前稱中山公園，是一座位於台灣嘉義市東區的公園，位於中山路與啟明路口，與緊鄰的嘉義市立棒球場、嘉義植物園（嘉義樹木園）及2015年新闢的都會森林公園共同組成嘉義都會森林公園。風景雅致，為一著名之休閒勝地，嘉義BRT公車捷運系統並在此設有嘉義公園站。

## 歷史

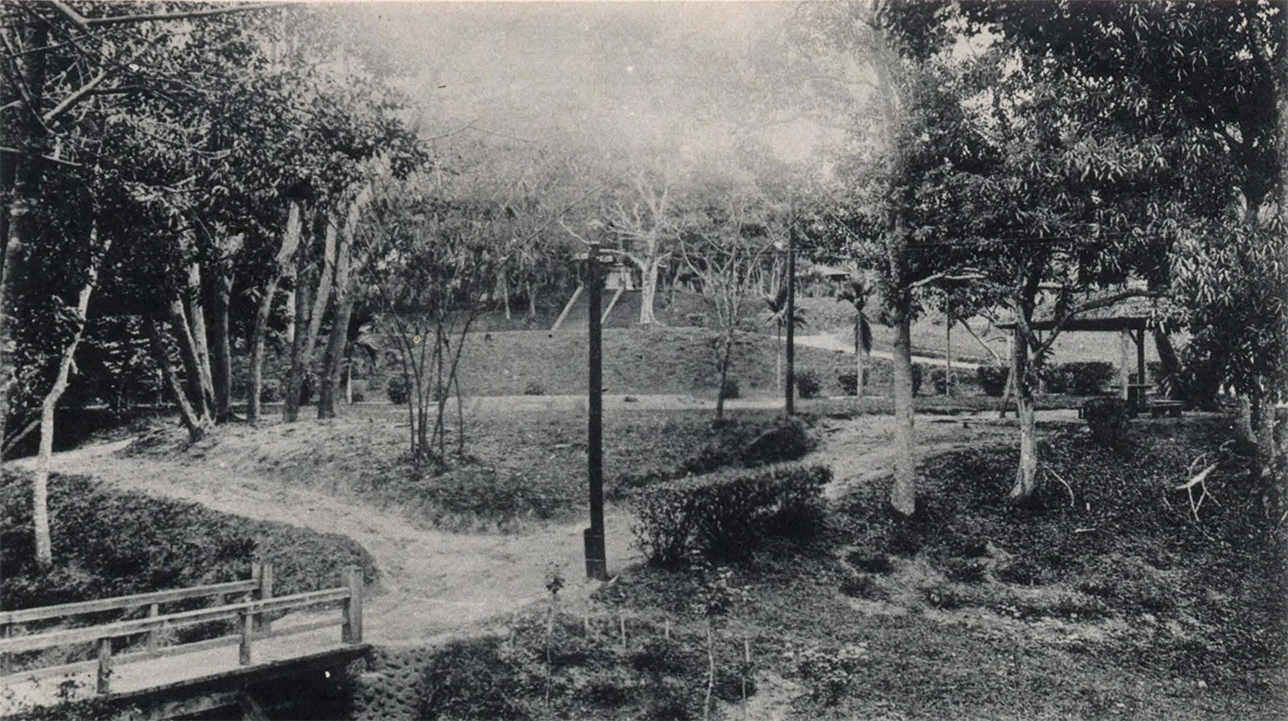
1930年代的嘉義公園一景

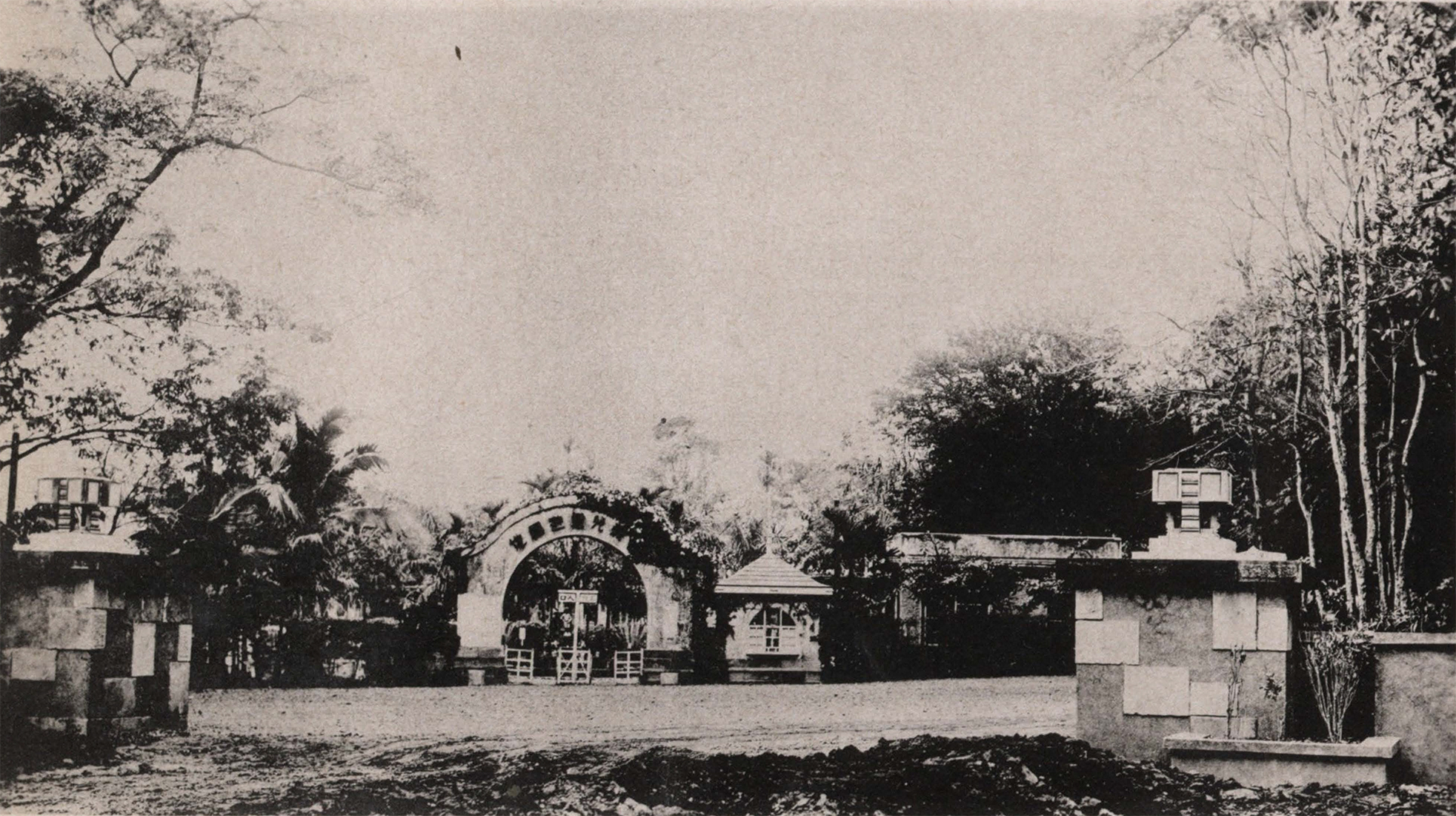
嘉義兒童遊園地

### 第一代公園
嘉義公園位於嘉義市區東側的山仔頂，其原為台灣日治時期嘉義廳農會的農場，最早設置的第一代嘉義公園實際位於嘉義車站南端，其設立構想的提出，最早是在1902年的嘉義市街改正計畫中提出，但此計畫 於同年7月1日受到總督府否決，主要是當時總督府財政情況不佳等因素，無力支應地方實施大規模的市街計畫。而第一代嘉義公園內的相關設施，在大地震之前，公園內即已置放福康安紀功碑，碑上方設有牌樓。
在1906年梅山地震期間，第一代公園的地點曾作為震災避難場所，而畜產會在此搭建的臨時小屋則作為災民安置所使用，並於同年11月18日，辦理震災死亡者追悼會。第一代公園的地點後則則改為商業發展區利用。
此後，公園並改以位處都市邊緣，符合環境要件的現址作為建設地點。1996年，嘉義勸農會選址具有高起坡地地質的東郊，作為各項需要運用大面積土地或坡地地形新設施的適宜地點。並在此地新設農場、種畜場。

#### 第二代公園
1909年11月3日，津田毅一到達嘉義廳擔任廳長，並在就一個月後即決定將嘉義公園從第一代的位置改設到本東區，1910年，嘉義區長蘇孝德代表人民向總督府提出建立嘉義公園申請，並於同年8月26日獲准。建立公園的理由則是為了應對嘉義市街的發展，公園的設置被認為是必要的。嘉義廳長於同年8月30日發布了嘉義公園管理規則，公園由嘉義廳下各街庄共同經營。在1910年度，官方動用了6,000圓的資金開始建設新設施，而1911年度的預算為2,500圓，同時預計向民間募集5,000圓的款項。並選定嘉義廳農會農場之東南方區域進行擴建。
1911年1月17日，廳長津田毅一、庶務課長佐佐木和警務課長田中到公園現場進行勘查，並制定設施的移入和新建計劃。包括將福康安紀功碑和震災紀念碑移入公園，同時計劃新建殉職警察官招魂碑。未來計劃中的設施還包括設置三到三間貸間（旅館）、浴場（澡堂）、神社，預計由臺灣神社分靈，為了籌建公園，嘉義廳成立了公園設立委員會，由廳長津田主持。並在1911年3月20日下午再次前往公園進行勘察，於3月24日進行土地購買、道路、橋梁和樹木移植的工作。公園工程告一段落後，嘉義公園於1911年11月3日舉辦開園式。
園區最初占地16,000多坪，公園於後來設有辨天池，池邊曾有祭祀辨財天的「辨財天祠」，今已不存，僅存辨天池。因此自創設之初，即陸續移入或設置歷史主題的紀念物，使公園成為代表嘉義歷史的展示空間。
1915年10月30日至11月15日，嘉義公園曾舉辦「南台灣物産共進會」展售活動，該展覽會是當時嘉義最大規模的工商展覽，展出類別達48類，涵括工業、農業、林業、水產、鑛業、生活物品、餐飲、服飾等，展場第一會場設於嘉義廳辦公區附近，第二會場設於嘉義公園入口一帶。其中第二會場規劃為工業館、牛畜陳列館、家禽陳列場、羊豚陳列場，以及賣場與戶外表演餘興節目場地。
此外，公園在建置之初即設置自行車賽道及相撲場等運動場地。1917年12月27日，嘉義廳向總督府提出嘉義公園整修計畫，在此次修繕工事中新建一座鋼筋混凝土橋梁。1918年則興建完成棒球場，被視為臺灣棒球史的重要歷史場所。1922年年底，由於道路整修的需要及迎接臺灣行啟，腳踏車道被取消。自該年底的公園運動會起不再舉行腳踏車比賽。
1930年代，嘉義市役所仍致力發展觀光業，並將嘉義市建設為全島的遊園地。並針對山仔頂地區持續設置新的遊憩設施。1933年，嘉義公園南側的運動場改建為大型競技場、高爾夫球場及棒球場。隔年，公園西側設立了兒童遊園地，嘉義兒童遊園地於1934年6月3日開園，為當時台灣南部唯一大型的兒童樂園，設有兒童遊具、花園及尿尿小童噴水池。
1935年，因應始政四十周年記念臺灣博覽會，嘉義公園曾設立嘉義特設館，展出新高山、 阿里山的照片、繪畫和模型。

### 戰後
第二次世界大战後，國民政府將兒童遊園地及嘉義公園合併為「中山公園」，1996年改為現名承繼歷史。園內陸續增設了以下設施，包含1956年設置的一江山島戰役紀念碑、1964年興建嘉義孔子廟、1975年移置的12門清代古砲、1976年展示退役SL-21蒸汽火車頭（已於2019年移走修復）、1998年在棒球場大門設置「七虎耀諸羅」和「威震甲子園」的青銅雕塑。2001年，陳澄波文化基金會提供九幅複製油畫，豎立在嘉義公園內。嘉義公園內的尿尿小童，昔日為白色，現在改為綠色。
嘉義公園於2011年被登錄為文化景觀。2021年至2023年期間，因應各種人文歷史遺跡不斷地遭受破壞，嘉義市政府投入了逾3000萬元資金進行「公園2.0」改善計畫。改造計畫分階段進行，先後完成小西湖生態池、尿尿小童、噴水池、遊戲場等改善計畫、以及火車頭意象區和參道廣場的擴建工程。

## 配置
嘉義公園根據野溪高層39公尺至52公尺坡地的劃分，可分為野溪北側、西側和東南側三個主要區域。北側地區地勢平坦，主要包括辨天池島和圓環型草坪。西側則是兒童遊樂區，而東側和南側則是坡度較小的丘陵地，散布著各種紀念物設施。
目前，嘉義公園的主要園道和步道位置仍然相對完整。其中包括公園入口至彌生橋延伸至辨天池步道、階梯步道、神社參道區域、行道樹。

### 庭園

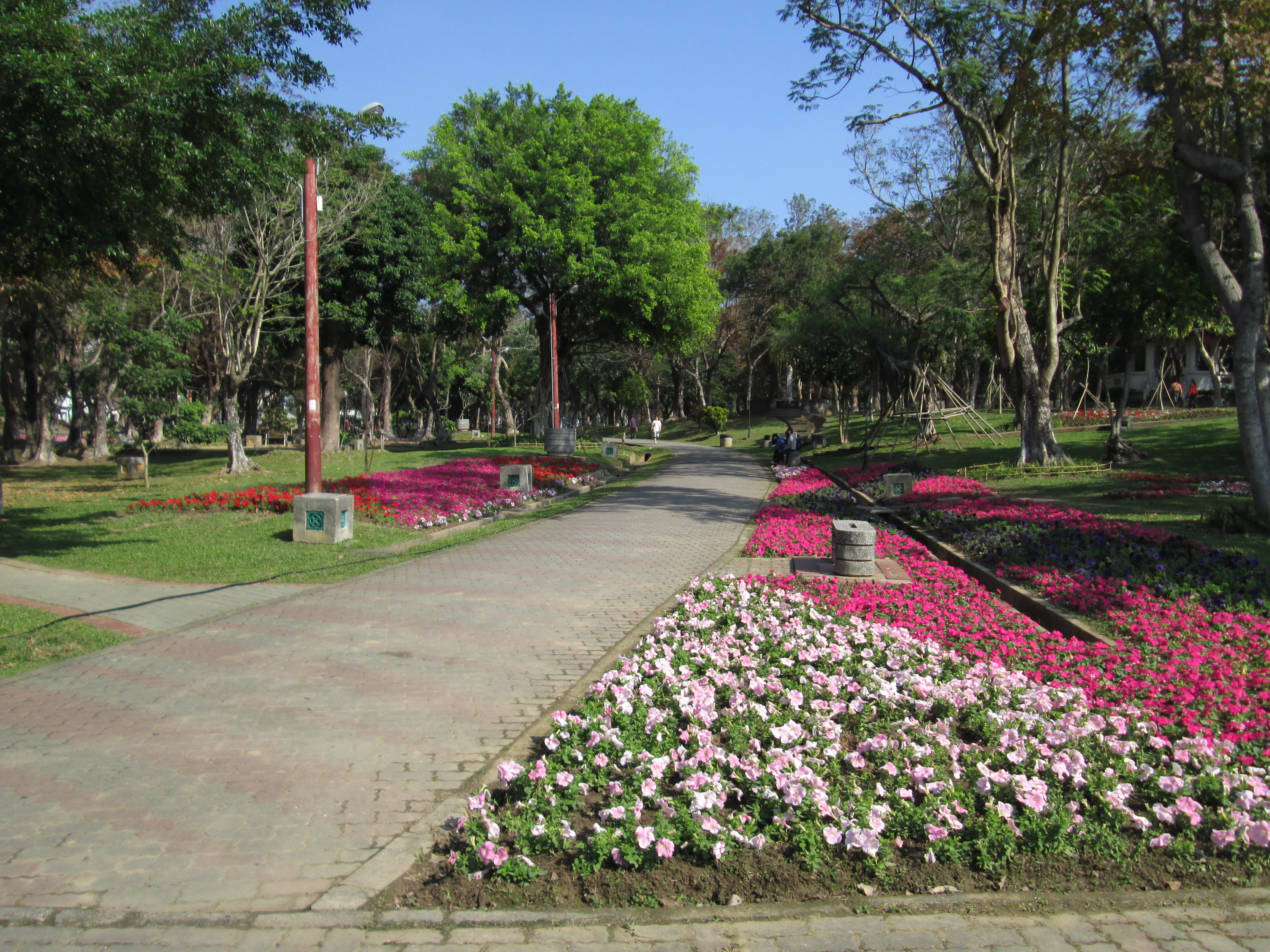
嘉義公園園區一景
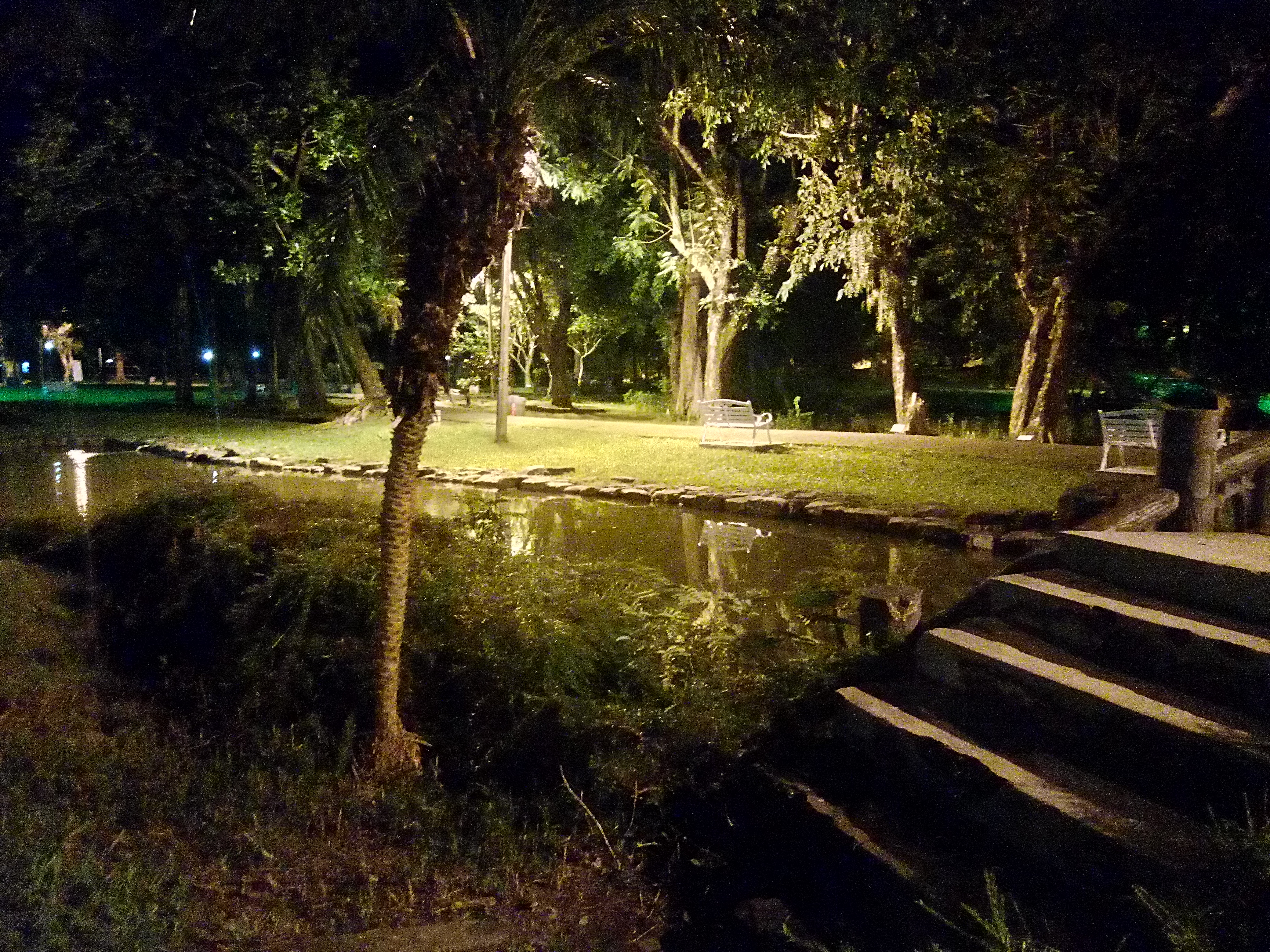
小西湖（辨才天池島）夜景
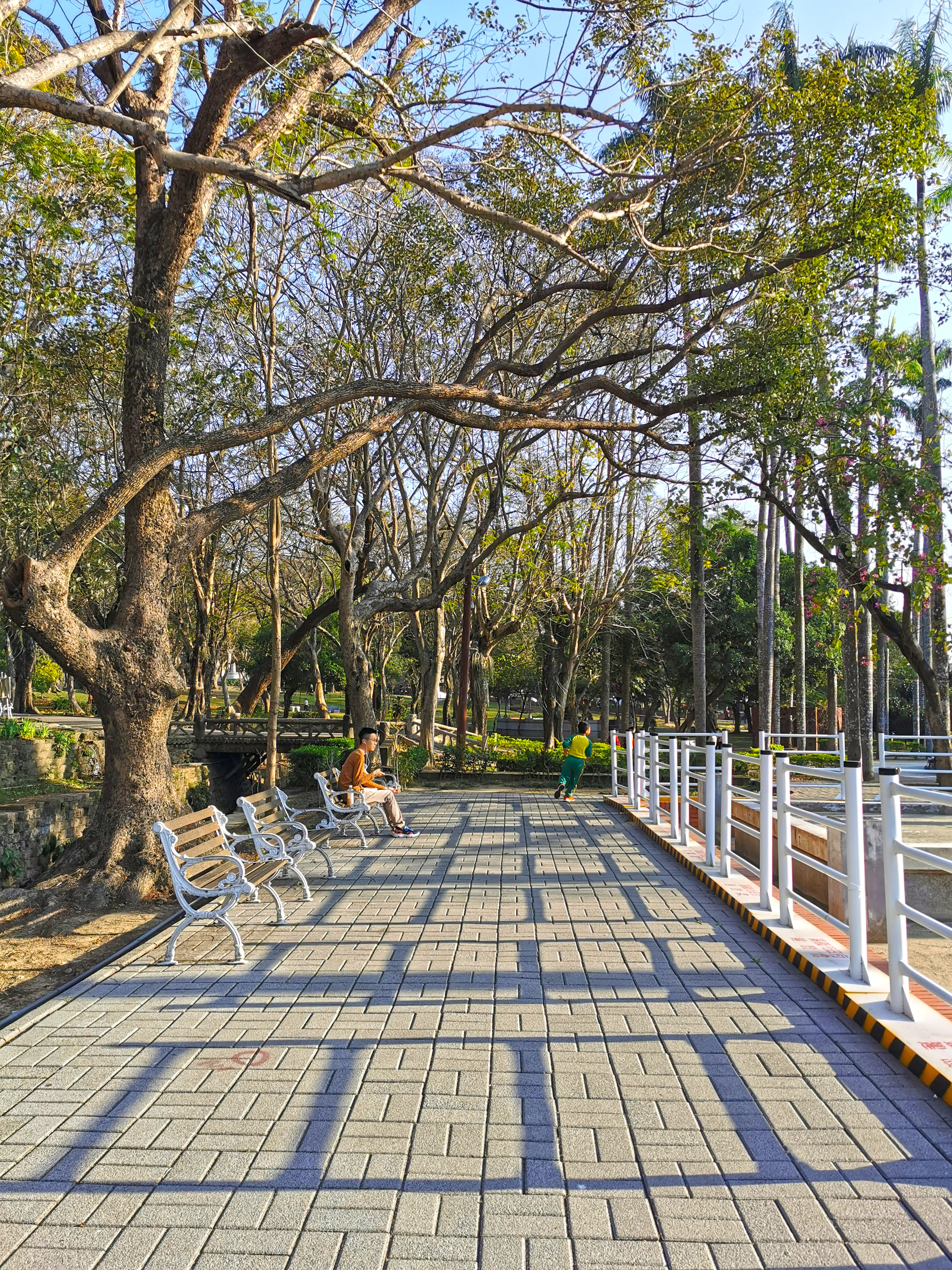
嘉義公園園區一景
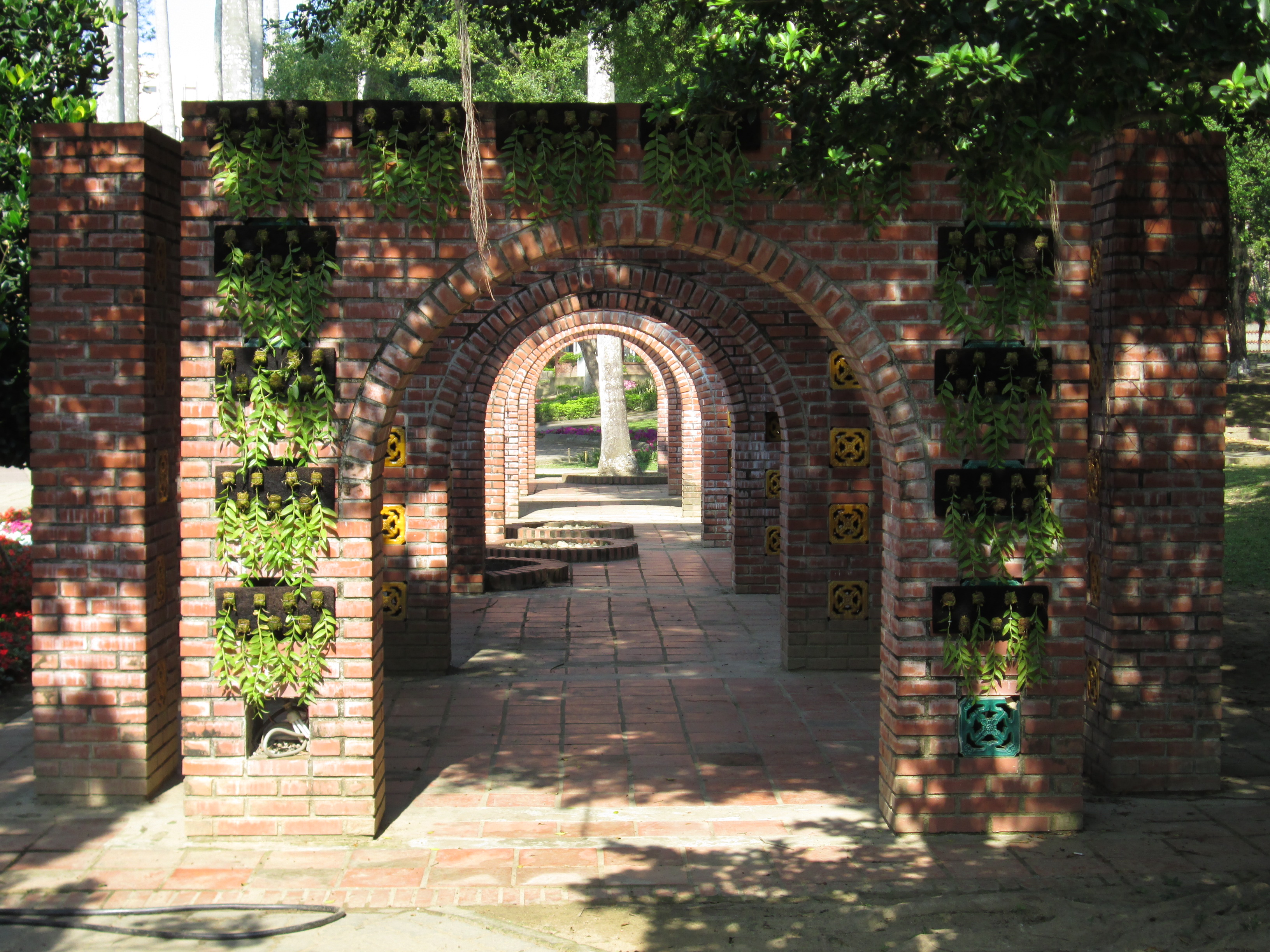
嘉義公園園區一景

#### 辨才天池島
在嘉義公園建立初期，除了種植花草樹木和建造娛樂設施外，受到日本殖民統治的政教思想影響，1913年1月28日，園內確定將設置辨才天廟（又稱辨財天或辨天堂），建於公園西北角的池島水邊，供奉七福神中的辨財天。該廟宇遵循日本神道的精神和組織結構，除了公園東南方的區域配置了石燈籠、鳥居、高麗犬、手水舍和神輿庫等設施。廟宇建築則為佔地約四坪的拜殿，並在池中興建了一座木拱橋。該廟宇的神像由津田廳長從日本引進。落成後則於6月14日舉行遷座式祭典。
當時，辨才天池島的配置位於公園中央，該庭院遵循日本宗教庭園的空間樣式，以迴遊式庭園的概念打造池島的環境。1917年的整修工程後，辨天池的格局略有更改，後在1928年因暴風雨毀壞，辨才天在1930年代的兒童遊園地施工期間進行第三度大修繕，並在兒童遊園地開園時同時舉行臨時大祭。
1939年，辨天池進行了面積擴張工程，並在完成後增加了兒童小船遊具。然而在戰後初期，辨天池則轉變為荷花池。並在1955年再次進行擴建。其中池島上的建築被稱為湖心亭，而辨天池則被稱為小河，設有小舟供遊客繞小河遊覽。周圍的陸地被劃分為音樂茶座區域，委由民間業者經營。此後該地區多稱為泛舟場，辨天池也改名為小西湖。直到1995年停止作為泛舟場使用。
目前小西湖生態池的保存狀況有限，其景觀元素與公園建立初期略有差異。
2023年，因應汙濁汙染難問題，嘉義市政府發包設計小西湖生態池的改造工程，經2年多施工，該此工程結合生態、物理過濾系統，確保湖水穩定。

#### 噴水池
1915年10月19日，辨才天前方開始進行噴水池設施的興建工程，1916年3月12日，嘉義神社廣場北側新增的公園第二座噴水也已經完工並供水使用。
戰後時期，入口噴水池中央處豎立一座孫中山銅像，至今仍存。

### 涼亭
在1911年至1916年期間，嘉義公園的設施包括橋樑、涼亭和家屋，當時園區總共有三座涼亭。這是津田廳長在離任前，將登記在其名下的公園財產以捐贈方式捐給嘉義廳所設立。
其中位於東北側的樂水亭原名羅山亭，後來改名為清香亭。建築在落成後曾數次經過改建或修建。1929年，清香亭的經營者是伊藤考次郎，該涼亭持續營業到至1937年。隨後，台拓化學工業株式會社收購了清香亭。當時由於戰爭物資匱乏，清香亭經營困難，建築物轉賣給台拓化學工業後，部分被用作住宅，部分則用作倉庫。1961年，臺灣中油將建築物轉讓給私立神州補習學校使用，2000年，清香亭的建築物遭到燒毀。

### 橋樑
在1911年至1916年期間，嘉義公園園區總共有六座橋樑，其中五座為木橋，一座為土橋。
因應公園沿著野溪劃分，目前園區內保存幾座老橋樑，包括彌生橋（橋頭有「大正七年」年代落款）、日之丸橋（日の丸橋、1934年興建，曾作為連接兒童遊園地的通道。）及位於東側的無名拱橋（戰後興建），一座1930年代的橋樑目前改建為善園橋，橋樑擁有各自獨特的特色和形式，保留當時的橋體、橋墩 與欄杆等結構方式，成為嘉義公園文化景觀的一部分。
2010年代，因應公園進行水岸生態工程改造，對河岸進行了調整，同時提高了彌生橋後堤岸的高度。此外，公園在昭和期間原設有一座圓拱橋，今已不存。

### 紀念碑

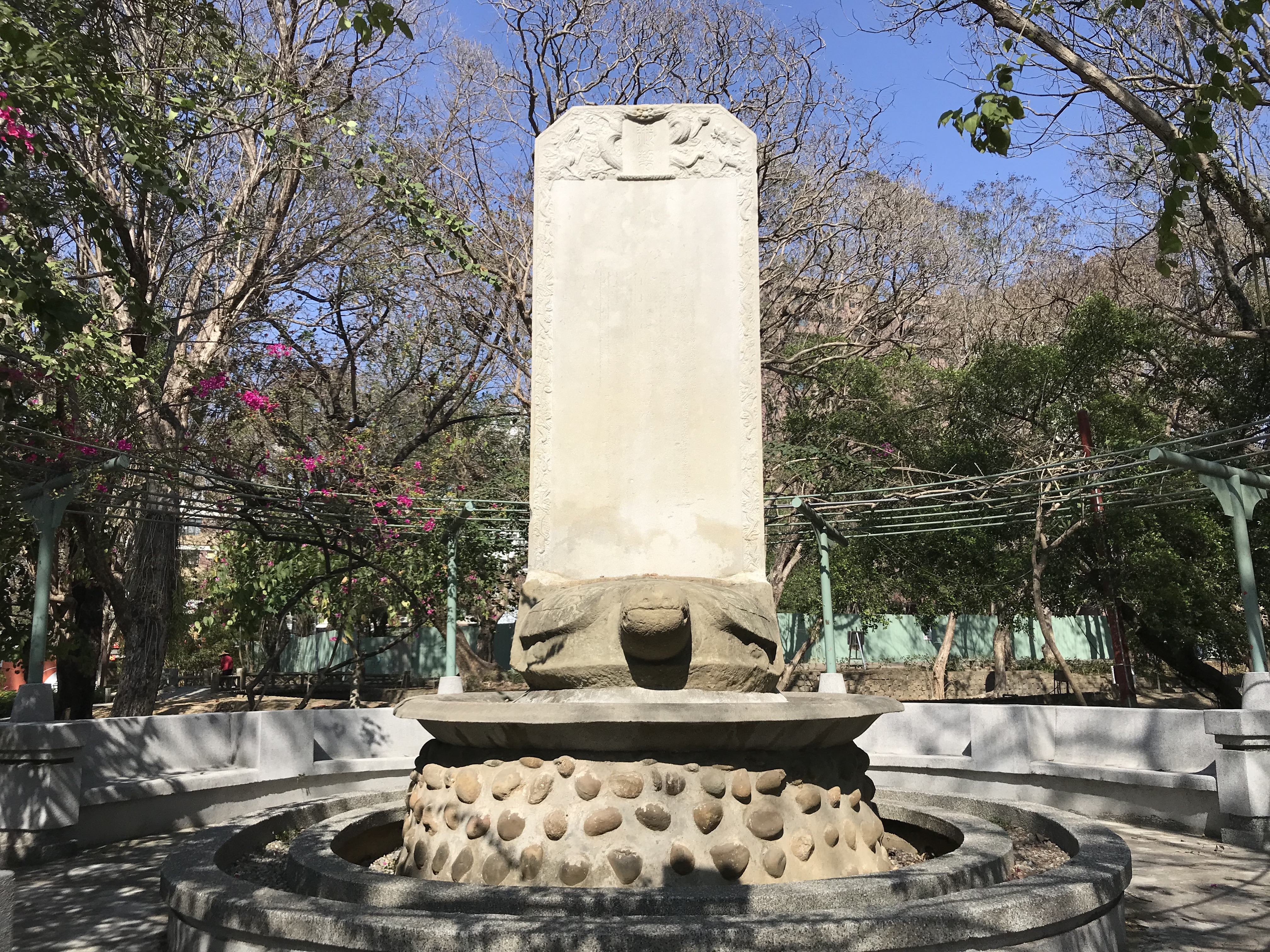
福康安紀功碑
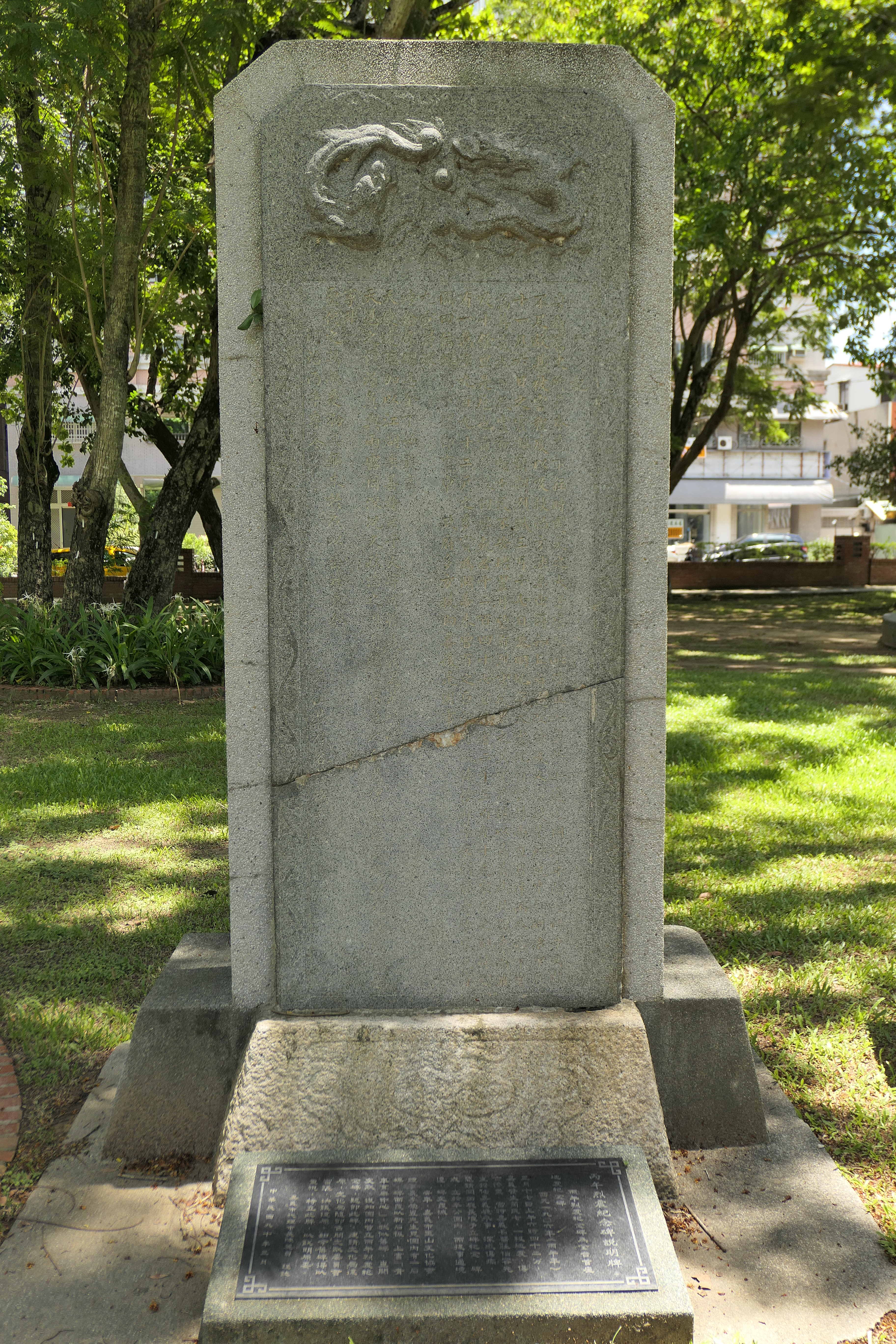
嘉義明治丙午烈震賑災紀念碑
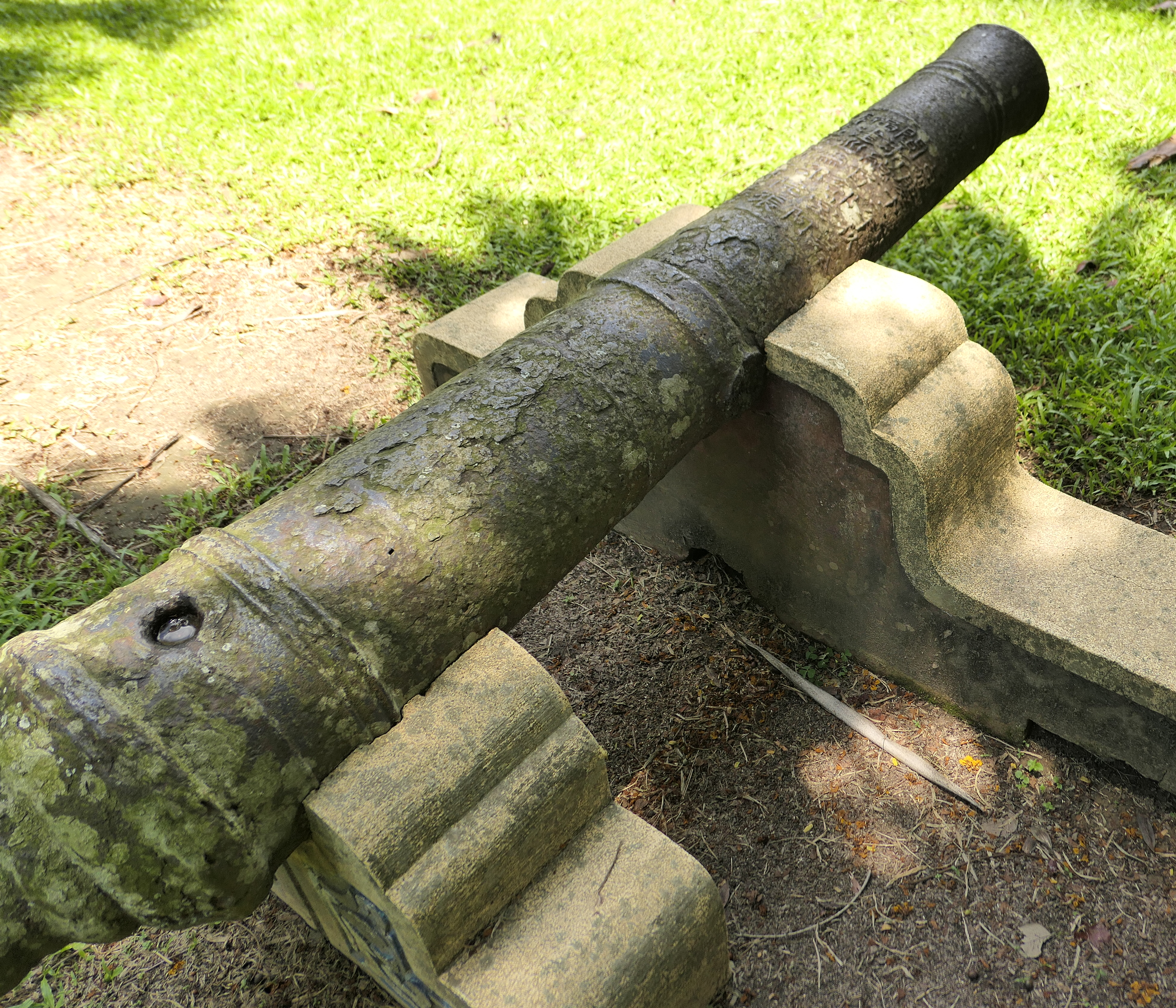
清代嘉慶年間鐵炮
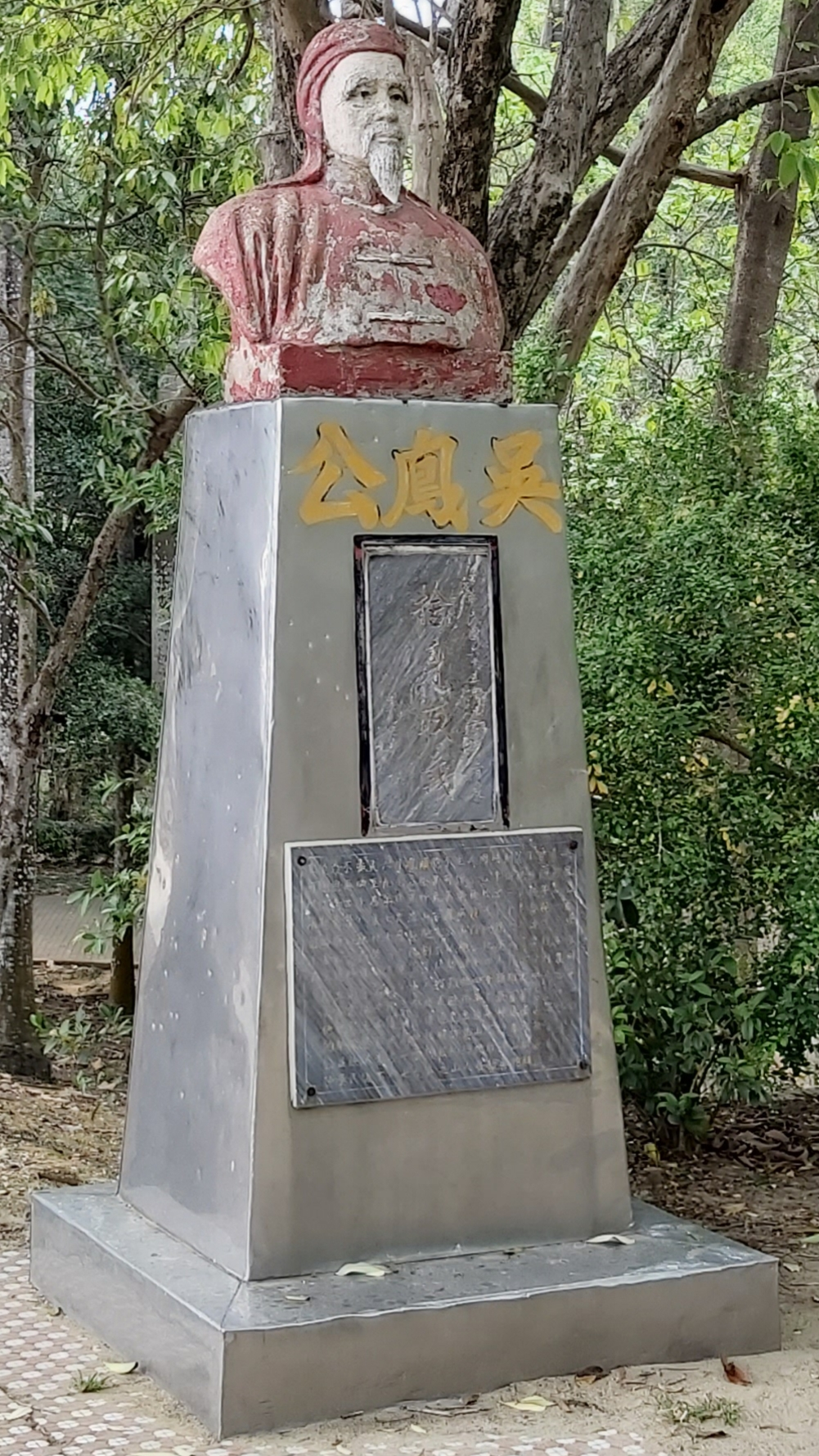
吳鳳公塑像
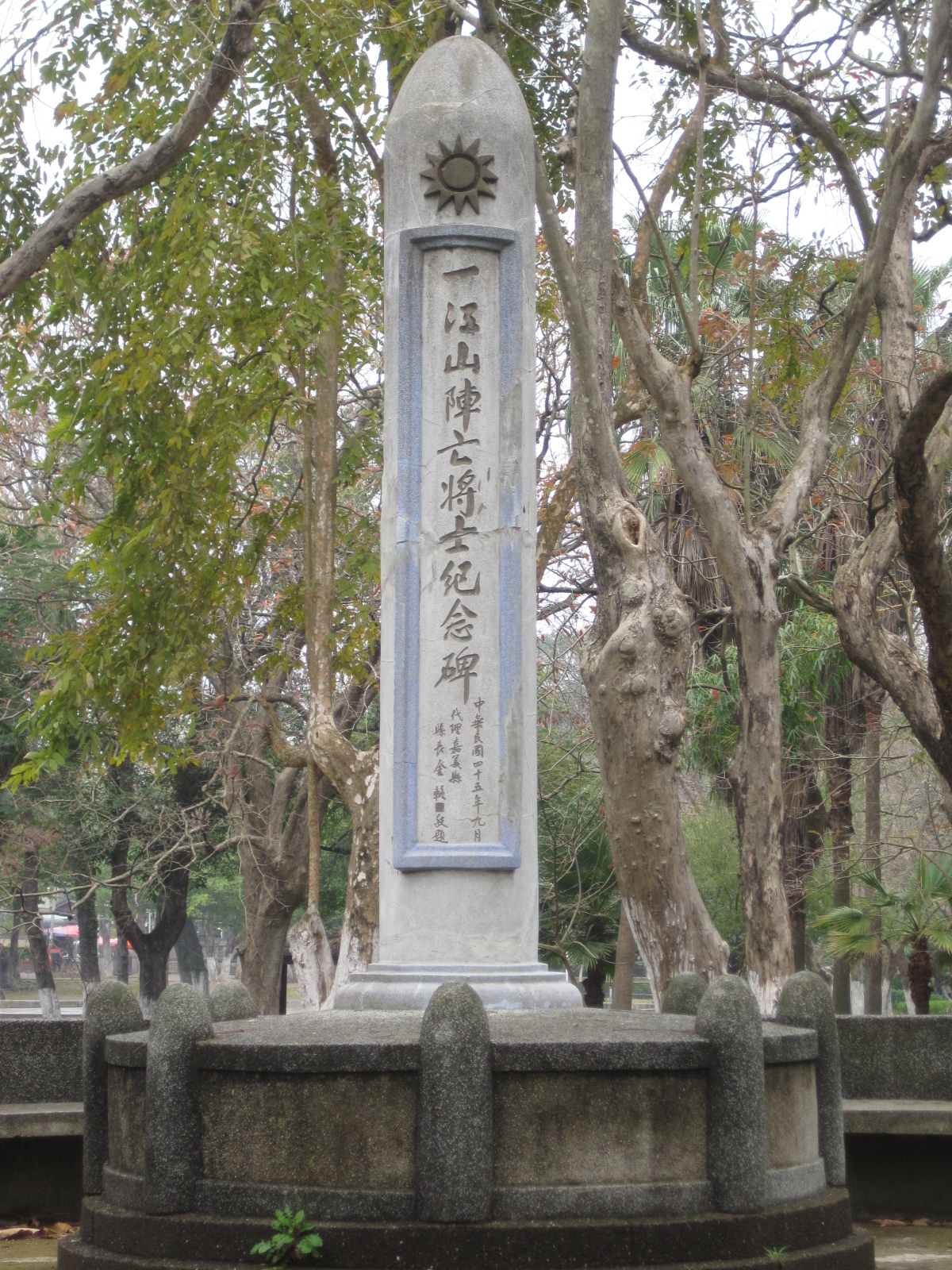
一江山陣亡將士紀念碑

嘉義公園內有共保存多個紀念物。在設計風格上與嘉義公園配置稍有不同，但它們長期成為公園的共同歷史記憶及展示物，與環境歷史密切相關。

#### 清高宗敕建福康安等功臣生祠碑記
福康安紀功碑原位於諸羅縣城龍王廟（嘉義東門町派出所）水池西側的福康安生祠，為今嘉義市共和路與公明路附近，是為了獎勵高官福康安在平定林爽文事變中立下功勞，清高宗於1788年下旨賜碑，分別在臺南府城和嘉義縣城設立。
在日治初期，由於下水道汙水引起傳染病問題，總督府官方主導了由市民集資的小型下水道疏通和改建工程。需要，該碑被移至第一代嘉義公園的位置。之後再移到嘉義公園現址存放，今為嘉義市 一般古物。

#### 嘉義明治丙午烈震賑災紀念碑
嘉義明治丙午烈震賑災紀念碑為因應1906年梅山地震紀念而設立。是由嘉義的著名人士莊伯容自行刻文並豎立的。最初立於嘉義旅社前方的震興園，由於莊伯容與當時岡田廳長有著密切的交往，因此多次向岡田廳長爭取將紀念碑立於公園內。後來接替岡田廳長的津田毅一廳長接受莊伯容的請求，將紀念碑立於嘉義公園中。
戰後，該碑仍然立於公園內，但位置已不在原始入口處，並在碑面上貼有石片書寫著「青年育樂中心」。2001年3月，嘉義市文化局將上面的石片移除，恢復了碑石的原貌。

#### 太子樓
嘉義縣城東門太子樓（太保樓）於1928年（昭和3年）設立，其結構採用東門城樓木料，該設施座落在家庭教育館和棒球場半圓形階梯廣場之間。目前僅存平台和柱礎石磉等結構，周圍種植混合檸檬桉和楓香等植物。文化景觀元素包括平台和遺址結構。，命名為太保樓之由，則是誤以為太子樓稱呼與太子太保王得祿有關。實則臺灣人常稱在建築雙層屋頂的上層高起屋頂部位為太子樓。
該建築風格屬於漢式建物，其屋頂為上下兩層的重簷歇山頂，屋脊則以翹燕尾脊設計，然而，1971年，由於舊建材腐朽，該建物被拆除，並由縣長黃老達重新建造成钢筋混凝土結構。這座重建的太子樓後到1998年才完全拆除。

#### 清代嘉慶年間鐵炮十二門
1920年10月，嘉義廳將六門廢砲獻給嘉義神社，成為神社的財產。這六門廢砲應是目前公園內十二門古砲的一半。由於該財產目錄是在1944年編製的，因此從日治時期結束後，嘉義神社所擁有的古砲應只有六門。戰後，嘉義縣或市政府新得到六門古砲後，移入公園與本來的六門古砲一起放置。
1971年之前，十二門古砲曾放置在警察官紀念碑前方的階地上。目前公園內的古砲砲管上有兩門可辨識的文字，可以追溯到清朝嘉慶年間所鑄造。其他古砲雖然沒有年代記錄，但形式相似，應該都屬於清代的古砲。
1975年，為配合鋼筋混凝土太保樓的造景，古砲移到公園的太保樓前方。太保樓於1998年拆除後，十二門古砲仍在原位未變動至今。 

#### SL-21蒸汽火車頭
SL-21蒸汽火車頭於1976年於原兒童遊園地泳池舊址開始對外展示。該火車原為1912年製造的Shay21號蒸汽火車，是阿里山林業鐵路首輛28噸蒸汽火車，運送木材64年。
2019年，由於車頭都已出現鏽蝕、零件毀損等情況，蒸汽火車由阿里山林暨文資處以大吊車調起，運送臺中市一間機械工廠進行修復工程，經18個月整修、9個月試車完成。原址改作為沙坑使用。
2022年，SL-21蒸汽火車恢復營運，行駛嘉義車站至竹崎車站區間，進行動態保存。

#### 一江山陣亡將士紀念碑
1950年代，因應一江山戰役被視為國軍忠烈標竿，戰役後，政府舉行大規模紀念儀式，紀念設施及遺屬照顧設施除了由政府及國軍設置外，並發動民間於各地設置紀念碑，其中一江山陣亡將士紀念碑是在1956年由嘉義縣代理縣長金輅立碑，設置者並非軍方。而是根據當時地方政府首長配合中央政策的舉措所設立。該紀念碑的主體可以分為階梯、矮牆、基座和碑碣等部分。地面的材質為混凝土地坪，而矮牆和基座則使用洗石子進行裝修。基座的下緣經過線腳裝飾並進行了提高處理，外緣則立有8根短柱。
紀念碑的高度為260公分，寬度為33公分，呈圓柱形狀，外觀類似子彈。中央刻有「一江山陣亡將士紀念碑 中華民國四十五年九月 代理嘉義縣縣長金輅敬題」的字樣。2015年3月24日，經嘉義市政府公告登錄為歷史建築。

### 宗教與儀式設施區

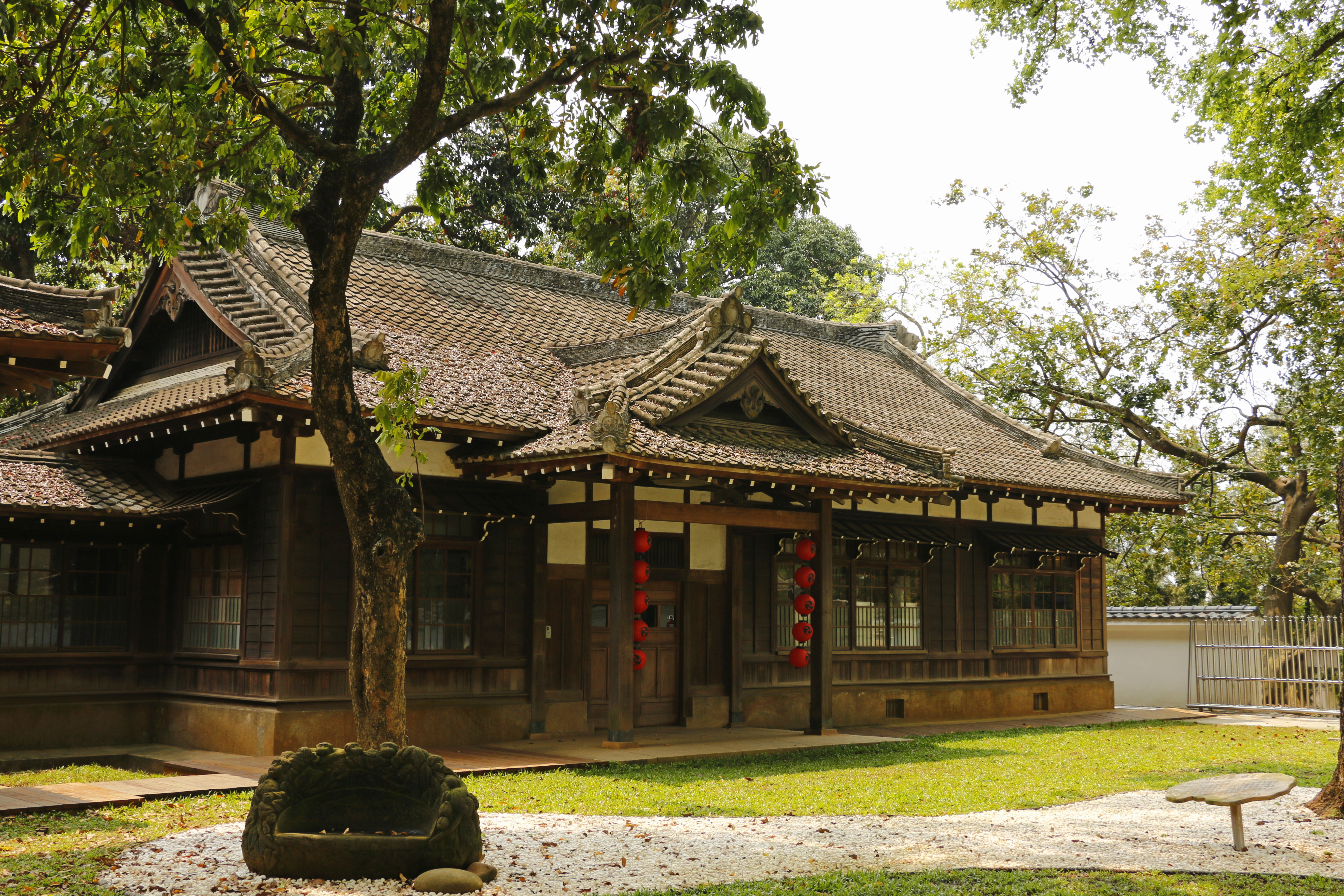
原嘉義神社社務所，與原嘉義神社齋館是嘉義神社主要殘存設施，現在共同構成嘉義市史蹟資料館。
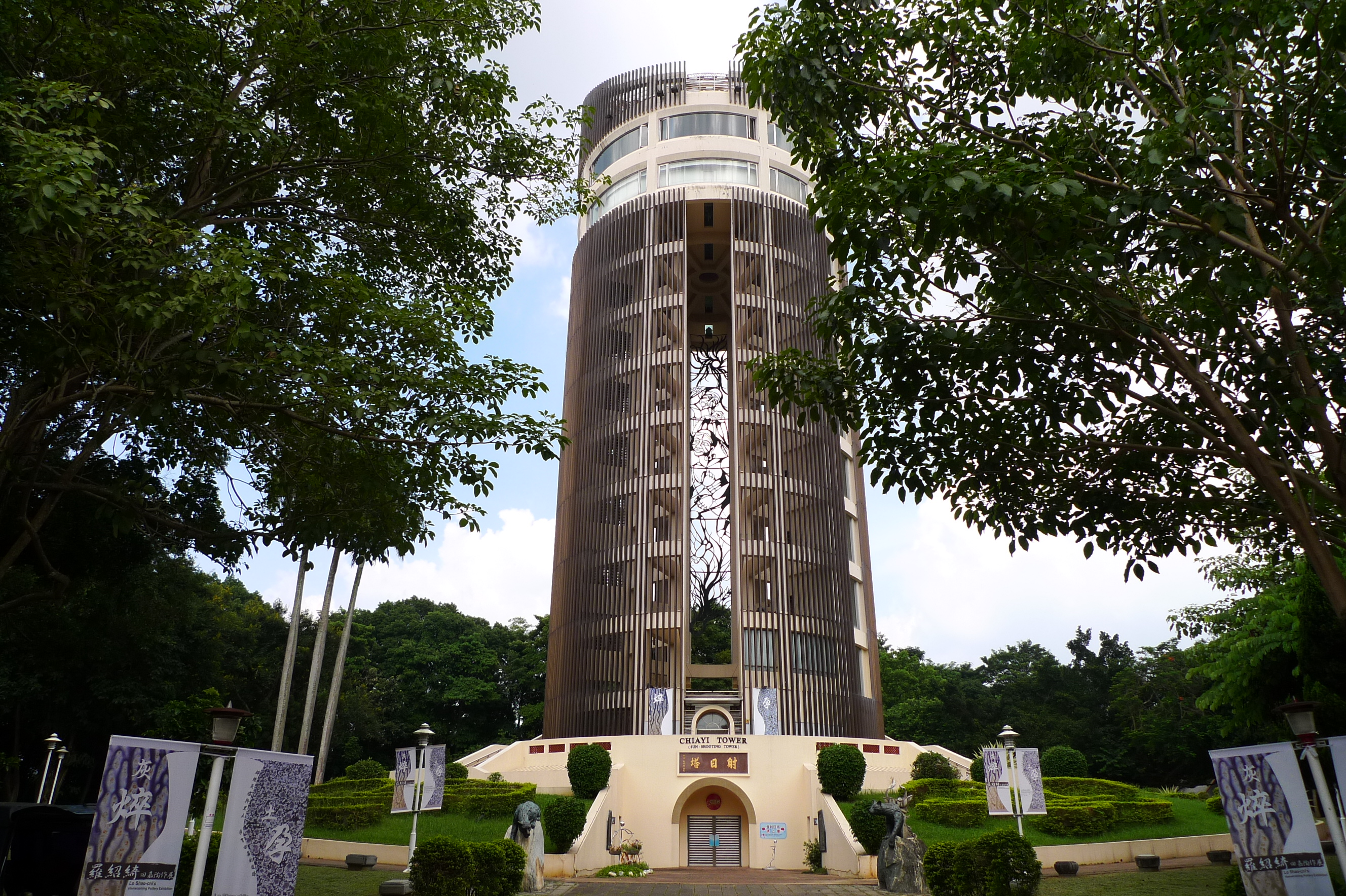
射日塔為一座高62公尺的塔式建築，共12層，由國立成功大學建築系教授林憲德與卓建光建築師事務所共同規劃設計。
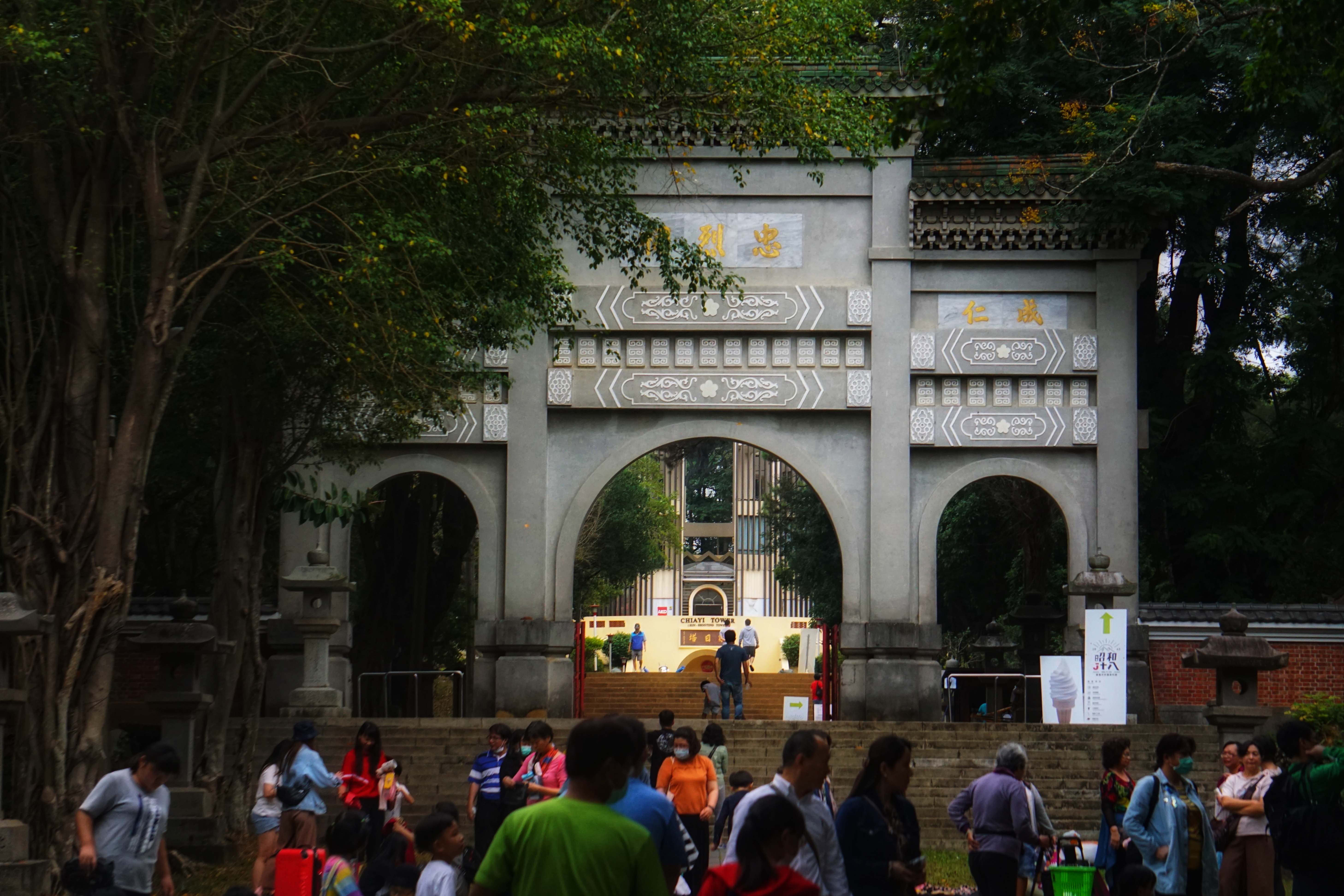
嘉義忠烈祠
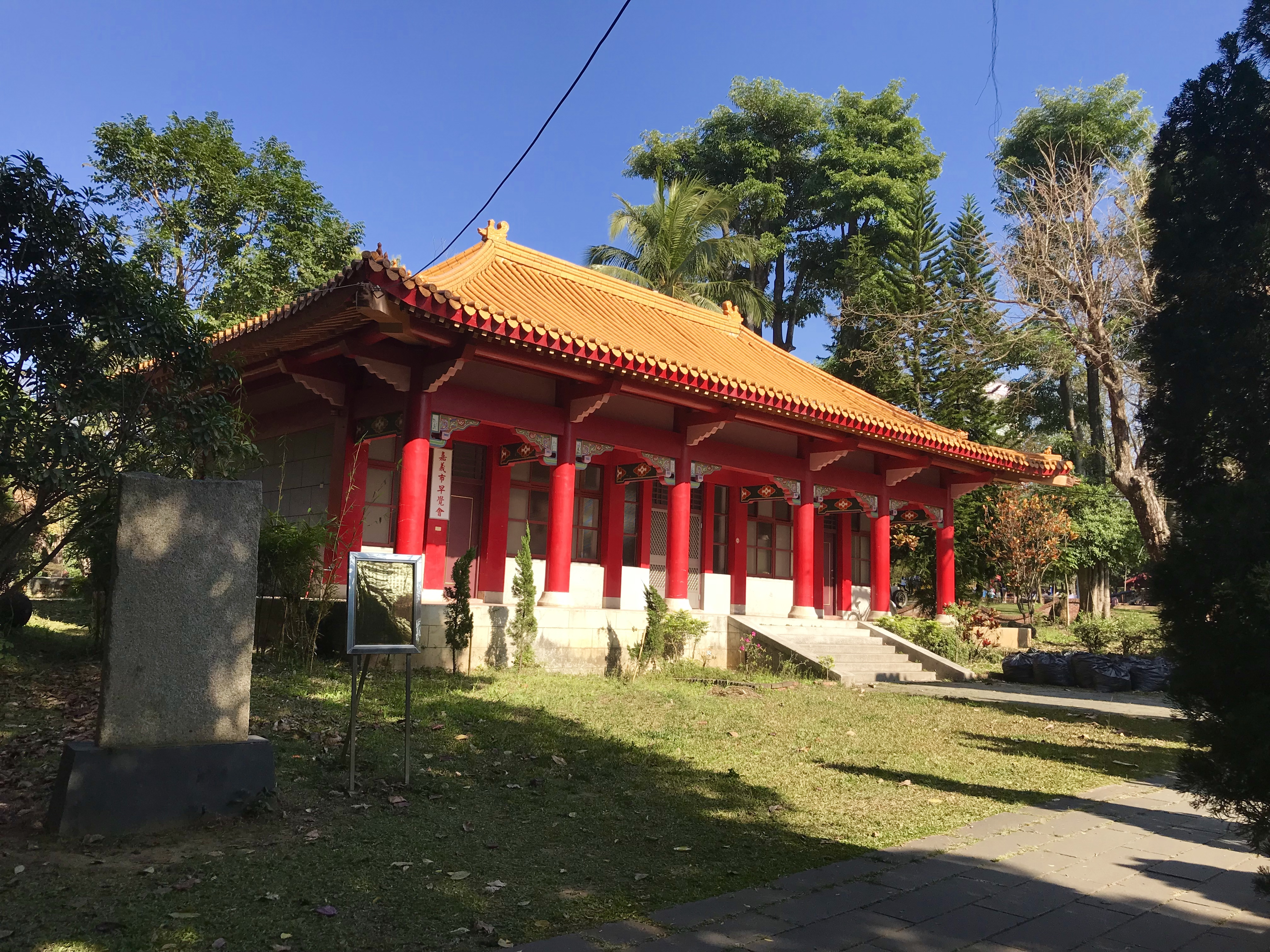
嘉義孔廟

#### 嘉義廳警察官殉難紀念碑
1912年2月2日，嘉義廳長向總督府提出在嘉義公園內建設警察官紀念碑，目的是為了紀念在平定嘉義地區臺灣抗日運動時殉職的日本警察。該案於同年2月12日獲得許可。計畫將紀念碑設置在檳榔樹林的邊緣。紀念碑的預算原定為1,200圓，實際花費為1,562.36圓，由嘉義廳的警察官捐款支付，完成後由嘉義廳長及廳下的警察官吏進行管理和維護，原預定的青銅碑身應在2月20日送達，但後來延遲至3月20日才從東京運抵基隆車站，再轉運至嘉義車站。由於天候和材料收集等因素，完工日期從6月12日延期至同年7月31日。最後，揭幕儀式於1913年3月18日舉行。
警察官殉難紀念碑的基臺是由嘉義廳技師山本利吉主持，技手熊野真一郎負責監工。工程於1912年（月14日開工，並在同年7月29日完工。周圍設置了欄杆和鐵鎖鍊以確保碑座的安全。目前基臺仍然存在。
紀念碑主體是由青铜製成的圓柱體，頂部呈尖形，總高度為一丈一尺。基臺採六角形石臺，高度為六尺。結構採用德山花崗石，正面隸書著「嘉義廳警察官殉難紀念碑」，背面則隸書著「明治四十五年一月警察官吏一同建之」。碑體由來自東京的山本藤次郎製作。
青銅碑身已經不存。碑身消失的確切時間尚無相關資料可佐證。原有基臺的上方於1974年再加置洗石線腳與石碑。

### 兒童遊園地

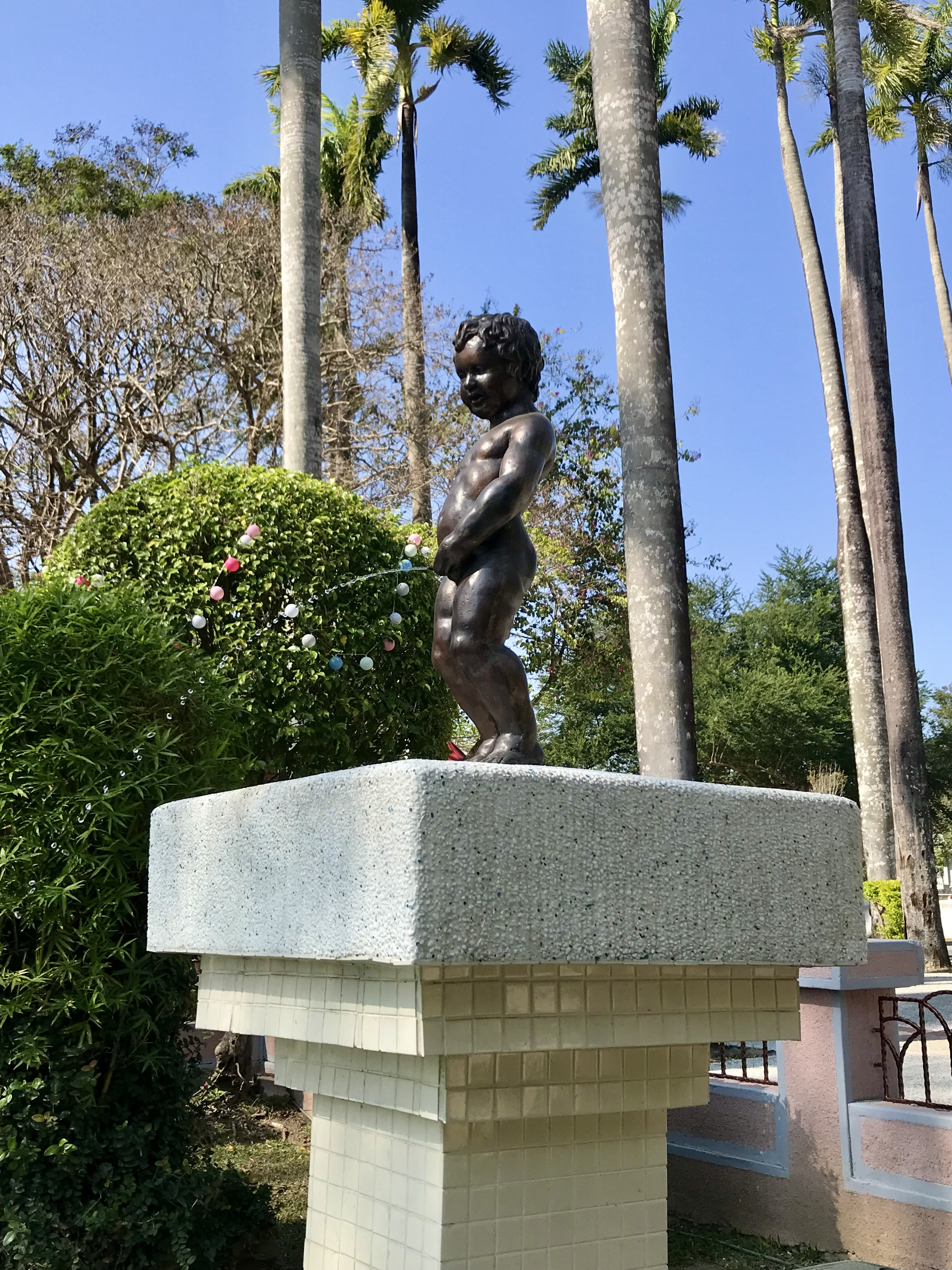
嘉義公園尿尿小童

兒童遊園地於1934年開園，該設施設計旨在通過引人注目的奇特事物吸引兒童的注意力。其中，該公園仿效比利時著名的尿尿小童噴水池成為景觀的焦點之一。兒童遊園地提供了多種動態設計，如圓形噴水池、泳池和遊樂設施，同時引入了動物園的概念，設置了獸籠來飼養觀賞動物。
此外，嘉義公園在戰後時期曾飼養過孔雀，後因因考量衛生安全問題，飼養孔雀的鳥籠閒置了20年，市府在2020年代的改善工程計畫將該結構拆除。
此外，園區則設立一座尿尿小僧噴水池區，現在被稱為尿尿小童水池區，為1935年始政四十周年記念臺灣博覽會所設。戰後，該水池周圍以圍牆圍起，1995年整修圍牆成今貌，至2001年時，市府文化局長賴萬鎮因不知道嘉義公園此尊尿尿小童像由來，還望民眾提供文獻。嘉義市人文關懷協會在嘉義公園於2002年8月17日到9月14日的周六日舉行導覽前，總幹事余國信及執行長陳世岸便因這疑題先問了歐陽文。
據1939年時的照片，尿尿小童的外表是沒有上漆的古銅色，後才轉成青銅色，之後先被上白漆，再來又塗成綠色。2021年11月9日，議員陳家平在市議會建議應該要恢復原色。2022年初，市府委託雲林科技大學文資維護系修復修復專家Turner Walker、張志鵬來移除八層的塗層，恢復原貌，並由市長黃敏惠在該年7月5日前來視察。目前小僧基臺已進行更換。

#### 游泳池
兒童游泳池原位於兒童遊樂區內，長50公尺，寬25公尺。至今，游泳池結構本身仍然存在，1975年，嘉義市政府為展示阿里山森林火車頭，將游泳池的中央填高建造一個平台。
目前，泳池的結構仍然完整保留，包括池沿外側的水泥地面鋪設以及池沿和池壁。由於填高的關係，池底被覆蓋而無法看到。2014年底，嘉義市政府建設處對游泳池的三邊池沿和池壁進行了整修，使用釉紅磚取代了原有的日治時期遺留磚瓦。目前僅存一側的池沿以及三塊白色磁磚。

### 運動場
運動場於1918年（大正7年）建成，當時是日治時期嘉義農林棒球隊比賽和練習的場地，並且是他們遠征甲子園的訓練基地。1998年，該場地進行了改建工程，同時周圍還擴建了停車場。並於大門處設置「七虎耀諸羅」和「威震甲子園」的青銅雕塑。

## 流行文化

### 藝術及文學
- 臺灣著名油畫家陳澄波曾以嘉義公園為主題，創作了多幅畫作如《嘉義遊園地》，《嘉義公園一景》等[64]。
- 施梅樵《遊嘉義公園》：迎春門外駕輕車，約看池塘度臘花。樂水亭前聊小憩，芰荷香裡雨如麻。佛門香火久蕭條，古瓦零星雪未消。卻笑鄰翁饒舌甚，斷碑歷歷說前朝。曳杖來穿萬樹梢，護雛烏鵲正離巢。碧苔掃盡三生石，悔不留題一解嘲。茅庵趺坐點櫻茶，越女風流臉似霞。慰我狂吟司馬渴，殷勤累汝作東家[10]。
- 李冠三《嘉義公園晚步》：淡煙初起日斜時，矯首游觀景物奇，花木成谿山水秀，盤桓難捨步遲遲。入門即見石龜碑，夕照鎸文滿字奇，御筆親題填此石，義名難泯古今知。翳翳日影過亭門，上有遊人笑語喧，足倦共尋休憩所，一行男女坐同軒。休憩爭投樂水亭，晚風和暖客盈庭，佳人款接殷勤甚，送往迎來柳眼青[10]。

嘉義植物園 （页面存档备份，存于）
- 嘉義樹木園 - 農業部林業試驗所

## 公車資訊
| 路線                     | 業者     | 行先                             | 停靠站             |
| ------------------------ | -------- | -------------------------------- | ------------------ |
| 7211                     | 嘉義客運 | 嘉義公園－朴子轉運站             | 嘉義公園           |
| 7212A                    | 嘉義客運 | 嘉義公園－故宮南院()             | 嘉義公園           |
| 中山幹線 （綠線）        | 國光客運 | 大富路－嘉大蘭潭校區             | 嘉義高商(嘉義公園) |
| 中山幹線支線 （綠A線）   | 國光客運 | 二二八國家紀念公園－嘉大蘭潭校區 | 嘉義高商(嘉義公園) |
| 中山快捷公車 （綠B線）   | 國光客運 | 嘉義高中(啟明路)－嘉義火車站     | 嘉義高商(嘉義公園) |
| 光林我嘉線 （黃線）      | 國光客運 | 港坪運動公園－蘭潭               | 嘉義高商(嘉義公園) |
| 光林我嘉線支線 （黃A線） | 國光客運 | 港坪運動公園－東洋新村1          | 嘉義高商(嘉義公園) |